# سوات (فلم)
سوات (بالإنجليزية: S.W.A.T.) فيلم حركة من إخراج كلارك جونسون، تم إنتاجه في الولايات المتحدة سنة 2003.

## القصة
تغيرت مجريات الامور عندما اوكل للضابط «صمويل جاكسون» حماية مجرم خطير مما جعله يفكر بانشاء فريق خاص من وحدة التكتيك والأسلحة الخاصة لحماية الاشخاص .

## الممثلون والشخصيات
- صامويل جاكسون بدور رقيب الصف الثاني دانيال
- كولين فاريل بدور ضابط الصف الثالث جيم ستريت
- ميشيل رودريغز بدور ضابط الصف الثالث كريستينا
- ال ال كول جي بدور ضابط شرطة الصف الثالث شماس
- جوش تشارلز بدور ضابط الصف الثالث مكابي
- جيريمي رينر بدور براين غامبل
- أوليفر مارتينيز بدور أليكس مونتيل
- لاري بويندكستر بدور كابتن توماس فولر

## الإستقبال النقدي
تلقى الفيلم مراجعات متباينة من مختلف النقاد حيث حصل على نسبة 48% على موقع الطماطم الفاسدة بناءً على 160 مراجعة.

## الميزانية والإيرادات
بلغت تكلفة إنتاج الفيلم حوالي 70 مليون دولار بينما حقق أرباحا تقدر بـ 207.1 مليون دولار .

## وصلات خارجية
- مقالات تستعمل روابط فنية بلا صلة مع ويكي بيانات